# Love Story (Album)
Love Story (dt. Liebesgeschichte) ist das dritte Soloalbum des US-amerikanischen Rappers Yelawolf. Es erschien am 21. April 2015 über die Labels Shady Records, Interscope und Slumerican.

## Entstehungsgeschichte
Nachdem im November 2011 sein Album Radioactive herausgekommen war, gab Yelawolf bereits im März 2012 den Titel seines nächsten Albums bekannt. Er beschrieb es als sehr persönliche Platte und nannte seine Liebe zu Johnny Cash und seiner Freundin Fefe Dobson als Inspiration. Trotz dieses sehr früh stehenden Konzepts begannen die Aufnahmen erst im Juni 2012. Ursprünglich sollte das Album noch im selben Jahr erscheinen, aufgrund eines Krankenhausaufenthalts musste die Veröffentlichung jedoch verschoben werden. Yelawolf nannte dies rückblickend aber eine gute Situation, da das Album deshalb nicht so "gehetzt" wie der Vorgänger entstanden sei. Nachdem er im folgenden Jahr die Mixtapes Psycho White (mit Travis Barker), Heart of Dixie und Trunk Muzik Returns veröffentlicht hatte, konzentrierte sich Yelawolf ab Frühling 2013 auf die Arbeit an dem Album. Ende Januar 2014 war es so gut wie fertiggestellt, wobei die Feinabstimmung im März und April 2014 in Detroit erfolgte.

## Musikstil und Inhalt
Die Lieder des Albums verknüpfen größtenteils die Musikgenres Country und Rap. So sind viele Songs ruhiger gehalten und Yelawolf singt häufiger statt zu rappen. Beispiele hierfür sind vor allem Devil in My Veins, Have a Great Flight und Disappear. Raplastige Stücke sind dagegen Outer Space, Box Chevy V und Fiddle Me This. Inhaltlich werden überwiegend tiefgründige Themen behandelt. So rappt Yelawolf in Best Friend über sein Verhältnis zu Gott und blickt auf seine Vergangenheit zurück (Devil in My Veins und Ball and Chain).

## Produktion und Samples
Der Rapper Eminem fungierte bei Love Story als Ausführender Produzent und produzierte in Zusammenarbeit mit Mark Batson und Mike Elizondo den Beat zu Heartbreak. Außerdem produzierte er zusammen mit WillPower den Song Best Friend sowie mit Malay und Luis Resto den Track American You. WillPower schuf des Weiteren die Instrumentals zu den Titeln Outer Space, Whiskey in a Bottle, Till It’s Gone, Tennessee Love, Box Chevy V, Love Story, Sky’s the Limit und Fiddle Me This. Die Produktion der Stücke Change, Empty Bottles, Have a Great Flight und Disappear stammt von Malay. Außerdem ist das Musikproduzententeam Track Bangas mit einem Beat (Johnny Cash) vertreten und Yelawolf selbst produzierte die Lieder Ball and Chain (zusammen mit WillPower) sowie Devil in My Veins. Das Album wurde in den Blackbird Studios in Nashville und in Ferndale aufgenommen.
Zwei Songs des Albums enthalten Samples von Liedern anderer Künstler. So wurden in Whiskey in a Bottle Elemente von Adormeceu der Rockgruppe O Terço verwendet, während Johnny Cash Auszüge des Stücks Heaven, geschrieben von Jim Reeves, Dean Honer, Dean Manuel und Jarrod Gosling, enthält.

## Covergestaltung
Das Albumcover ist in Schwarz-weiß gehalten und zeigt einen ausgestopften Wolfskopf mit aufgerissenem Maul. Der Hintergrund ist komplett in Weiß gehalten. Auf Schriftzüge wurde verzichtet.

## Gastbeiträge
Der einzige Rapper, der auf dem Album einen Gastauftritt hat, ist Yelawolfs Labelchef Eminem, der in Best Friend zu hören ist. Außerdem ist die Sängerin Jessy Wilson auf dem Song Change vertreten und die McCrary Sisters unterstützen Yelawolf auf Devil in My Veins.

## Titelliste
| #  | Titel                      | Gastbeiträge    | Produzent                                         | Länge |
| -- | -------------------------- | --------------- | ------------------------------------------------- | ----- |
| 1  | Outer Space                |                 | WillPower                                         | 4:01  |
| 2  | Change                     | Jessy Wilson    | Malay                                             | 3:12  |
| 3  | American You               |                 | Malay, Eminem (Co) und Luis Resto (Add)           | 3:32  |
| 4  | Whiskey in a Bottle        |                 | WillPower                                         | 4:08  |
| 5  | Ball and Chain (Interlude) |                 | Yelawolf und WillPower (Co)                       | 1:35  |
| 6  | Till It’s Gone             |                 | WillPower                                         | 4:35  |
| 7  | Devil in My Veins          | McCrary Sisters | Yelawolf                                          | 3:58  |
| 8  | Best Friend                | Eminem          | WillPower und Eminem (Co)                         | 5:14  |
| 9  | Empty Bottles              |                 | Malay                                             | 4:17  |
| 10 | Heartbreak                 |                 | Eminem, Mark Batson (Add) und Mike Elizondo (Add) | 4:25  |
| 11 | Tennessee Love             |                 | WillPower                                         | 4:54  |
| 12 | Box Chevy V                |                 | WillPower                                         | 3:29  |
| 13 | Love Story                 |                 | WillPower                                         | 4:13  |
| 14 | Johnny Cash                |                 | Track Bangas                                      | 4:45  |
| 15 | Have a Great Flight        |                 | Malay                                             | 5:03  |
| 16 | Sky’s the Limit            |                 | WillPower                                         | 4:28  |
| 17 | Disappear                  |                 | Malay                                             | 5:14  |
| 18 | Fiddle Me This             |                 | WillPower                                         | 3:45  |

## Rezeption
Love Story wurde von Kritikern überwiegend durchschnittlich bis positiv bewertet. Die Seite Metacritic errechnete aus zehn Kritiken englischsprachiger Medien einen Schnitt von 64 %.
Das Online-Magazin laut.de bezeichnete Love Story als gelungene „Symbiose von Country und Rap“ und gab dem Album vier von fünf möglichen Punkten:

„"Love Story" schlicht als Country-Rap abzustempeln, wird jedoch weder den Produktionen noch Yelas Vortrag auch nur im Ansatz gerecht. Schon der sanfte Southern Rock-Tune "American You" hat nämlich wesentlich mehr zu bieten als kitschigen Nelly-Sound und steht nebenbei stellvertretend für einen Eindruck, der sich auf dem Rest des Albums fortsetzt: Man hört Yelawolf fast noch lieber singen als rappen. […] Trotzdem bleibt Yelawolf in letzter Konsequenz Rapper und ist "still ridin' dirty with 8 Ball, M, J and G", weshalb Labelboss Eminem ihm für "Heart Break" klassischen Boom-Bap mit eingängigem Piano-Loop bastelt. […] Die Show stiehlt er seinem Schützling auf Albumlänge dennoch nicht. Zu stark sind Yelas Reime, sein Flow, seine Art, Geschichten und Gefühle zu transportieren. Ob eine Ode an seine Frau ("Tennessee Love"), das Text gewordene Lampenfieber in "Johnny Cash" oder die Fortsetzung der "Box Chevy"-Serie in "Box Chevy V": Stets zwischen Rap und Gesang pendelnd, sitzt fast jede Zeile perfekt.“

## Kommerzieller Erfolg

### Chartplatzierungen und Singles
Love Story stieg auf Platz 51 in die deutschen Albumcharts ein, was für Yelawolf den ersten Charterfolg hierzulande bedeutet. In der folgenden Woche belegte es Position 83, bevor es die Top 100 verließ. Mit über 58.000 verkauften Einheiten in der ersten Woche erreichte das Album in den Vereinigten Staaten Rang 3 und hielt sich zwölf Wochen in den Top 200.
| Jahr | Titel      | Höchstplatzierung, Gesamtwochen, AuszeichnungChartplatzierungen (Jahr, Titel, Platzierungen, Wochen, Auszeichnungen, Anmerkungen) | Höchstplatzierung, Gesamtwochen, AuszeichnungChartplatzierungen (Jahr, Titel, Platzierungen, Wochen, Auszeichnungen, Anmerkungen) | Höchstplatzierung, Gesamtwochen, AuszeichnungChartplatzierungen (Jahr, Titel, Platzierungen, Wochen, Auszeichnungen, Anmerkungen) | Höchstplatzierung, Gesamtwochen, AuszeichnungChartplatzierungen (Jahr, Titel, Platzierungen, Wochen, Auszeichnungen, Anmerkungen) | Höchstplatzierung, Gesamtwochen, AuszeichnungChartplatzierungen (Jahr, Titel, Platzierungen, Wochen, Auszeichnungen, Anmerkungen) | Anmerkungen                          |
| Jahr | Titel      | DE | AT | CH | UK | US | Anmerkungen                          |
| ---- | ---------- | --- | --- | --- | --- | --- | ------------------------------------ |
| 2015 | Love Story | DE51 (2 Wo.)DE | AT39 (1 Wo.)AT | CH13 (3 Wo.)CH | UK25 (2 Wo.)UK | US3 (12 Wo.)US | Erstveröffentlichung: 21. April 2015 |

Die erste Single Box Chevy V wurde am 28. Januar 2014 veröffentlicht. Am 16. September 2014 erschien der Song Till It’s Gone, bevor am 17. Februar 2015 das Stück Whiskey in a Bottle veröffentlicht wurde. Die vierte Single American You wurde am 23. März ausgekoppelt und am 14. April 2015 folgte mit Best Friend die fünfte Single. Alle Lieder erschienen ausschließlich zum Download. Am 28. Mai und 16. September 2015 wurden zudem Videos zu den Songs Johnny Cash bzw. Devil in My Veins veröffentlicht. Die Singles Till It’s Gone und Best Friend erhielten im Jahr 2018 für je mehr als 500.000 verkaufte Einheiten in den Vereinigten Staaten eine Goldene Schallplatte.

### Auszeichnungen für Musikverkäufe
Im Juni 2018 wurde Love Story für mehr als 500.000 verkaufte Einheiten in den Vereinigten Staaten mit einer Goldenen Schallplatte ausgezeichnet.
| Land/Region               | Auszeichnungen für Musikverkäufe (Land/Region, Auszeichnung, Verkäufe) | Verkäufe |
| ------------------------- | ---------------------------------------------------------------------- | -------- |
| Neuseeland (RMNZ)         | Platin                                                                 | 15.000   |
| Vereinigte Staaten (RIAA) | Gold                                                                   | 500.000  |
| Insgesamt                 | 1× Gold · 1× Platin ·                                                  | 515.000  |